# Polystichum submucronatum
Polystichum submucronatum är en träjonväxtart som först beskrevs av Christ, och fick sitt nu gällande namn av Morejón, C.Sánchez. Polystichum submucronatum ingår i släktet Polystichum och familjen Dryopteridaceae. Inga underarter finns listade.